# Luc Apers
Pour les articles homonymes, voir Apers.
Luc Apers  (né en 1969) est un comédien belge qui est particulièrement connu pour la théâtralisation de l'art de la prestidigitation. Il est un des seuls alliant d’une manière originale, théâtre, conte et humour, se produisant dans le milieu culturel classique.

## Histoire
Luc Apers est à l’origine juriste (Faculté Notre Dame de la Paix - Namur et Katholieke Universiteit Leuven) et économiste (Katholieke Universiteit Leuven) de formation. Après une carrière de 7 ans au barreau d’Anvers, il a raccroché sa toge en l'an 2000 pour consacrer sa vie à plein temps à sa passion : le théâtre. Après avoir suivi des cours de la parole en 2002 et de théâtre aux Académies des Arts d’Anvers en 2004 et de Leuven, il crée la compagnie Ikado s.p.r.l.
Après une tournée dans les centres culturels en Belgique en 2008 et 2009, La véritable histoire de Paul Cres fut présenté en France au festival d’Avignon en 2009, au théâtre La Luna en 2010, et à Paris théâtre Le Lucernaire en 2011. Lors de ces passages, le spectacle a suscité à chaque fois un véritable engouement du public et de la presse,, et continue à tourner en France et autres pays.
En 2014, las des tours de cartes, dans son nouveau spectacle Leurre de Vérité, Luc Apers décide de s'expérimenter à un autre style de magie : le mentalisme. De retour à Avignon en 2016 et 2017 au théâtre de l'Etincelle cette fois-ci, le magicien part de nouveau en tournée en France et au Benelux avec plus d'une centaine de représentations à la clé. 
Terminée avec la crise sanitaire liée au coronavirus, Luc Apers profite du temps qui lui est libéré pour travailler à un nouveau spectacle : l'Enfumeur. Joué pour la première fois avec public en septembre 2021, l'artiste y joue le rôle d'un arnaqueur repenti, prêt à livrer tous ses secrets à son auditoire. 
Outre créer et jouer, Luc Apers assure la mise en scène au sein de plusieurs compagnies. Il est le metteur en scène de Candle & Sword (Aaron Crow), un numéro qui a remporté le premier prix au World Championships of Magic (Fédération internationale des sociétés magiques). Il est aussi le consultant créatif et metteur en scène de Nicholas, une série de magie de rue produit par TV Bastards pour VTM en Belgique.

## Créations et spectacles
- The Hustler (2002)
- L’Arnaque (2004) (avec Angel Ramos Sanchez)
- Triple Espresso (2006) (une production américaine)
- Double Face ou Le manipulateur (2008)
- la Véritable Histoire de Paul Cres (2012)
- Leurre de Vérité (2014)
- L'Enfumeur (2021)

## Publications
Luc Apers est aussi l'auteur du livre Le Professionnel, du close-up à la scène, édité par CC Editions.